# Håkan Jäder
Per Håkan Jäder, född 10 maj 1950 i Bromma, är en svensk skådespelare och komiker.
Han flyttade från Stockholm till Ransäter 1982 där han driver Jäders Teater tillsammans med Katarina Jäder sedan 2001. Han har arbetat vid Sveriges radio och har sedan 1996 till 2013 varit ståuppkomiker.

## Filmografi
- 2002 – Julkortet
- 2008 – Hjälp! (TV-serie)
- 2008 – På djupet
- 2010 – Du sköna
- 2010 – TV-feber
- 2012 – Pappas pengar (TV-serie)
- 2013 – Allt faller (TV-serie)
- 2013 – Stugan i skuggan